# You're the Only One
You're The Only One är en sång skriven av Carole Bayer Sager och Bruce Roberts, som blev en hit för Dolly Parton. Den låg på Dolly Partons album Great Balls of Fire 1979, och släpptes som albumets första singel i juni 1979, och toppade USA:s countrysingellista. Det var hennes femte raka listetta sedan 1977.

## Listplaceringar
| Lista (1979)                                        | Topplacering |
| --------------------------------------------------- | ------------ |
| Amerikanska Billboard Hot Country Singles           | 1            |
| Amerikanska Billboard Hot 100                       | 59           |
| Amerikanska Billboard Hot Adult Contemporary Tracks | 14           |
| Kanadensiska RPM Country Tracks                     | 1            |
| Kanadensiska RPM Top Singles                        | 63           |
| Kanadensiska RPM Adult Contemporary Tracks          | 1            |